# Rotunda (geometrija)
| Družina rotund              | Družina rotund                                          |
| --------------------------- | ------------------------------------------------------- |
| (Primer: petstrana rotunda) |                                                         |
| Ploskve                     | 1 n-kotnikov 1 2n-kotnikov n petkotnikov 2n trikotnikov |
| Robovi                      | 7n                                                      |
| Oglišča                     | 4n                                                      |
| Grupa simetrije             | Cnv, [n], (*nn), red 2n                                 |
| Grupa rotacije              | Cn, [n]+, (nn), red n                                   |
| Lastnosti                   | konveksna                                               |

Rotunda je v geometriji katerikoli član družine diedrsko-simetričnih poliedrov. Podobni so kupolam, a se namesto ponavljajočih se kvadratov in trikotnikov ponavljajo petkotniki in trikotniki. Petstrana rotunda je Johnsonovo telo.
Z diedrsko simetrijo in popačenimi pravilnimi petkotniki se da narediti ostale oblike.